# يوكو تاكوشي
يوكو تاكوشي (1 أبريل 1980 - 27 سبتمبر 2020)، هي ممثلة يابانية، ظهرت في العديد من الأفلام والمسلسلات التلفزيونية خلال مسيرتها المهنية، وهي حاصلة على جوائز عديدة. ولدت في 1 أبريل 1980 بسايتاما في اليابان.

## وفاتها
توفيت عن عمر ناهز أربعين عاماً وقد عثر على جثتها في منزلها بالعاصمة طوكيو. وأفادت وسائل إعلام يابانية بأن الشرطة بدأت التحقيق في حادث وفاة تاكيوشي وتشتبه بأن تكون الممثلة وهي ام لولدين قد ماتت منتحرة. وتفيد الأنباء بأن زوجها الممثل تايكي ناكاباياشي هو من عثر عليها في منزلهما الواقع في «شيبويا وارد». ثم نقلت إلى المستشفى حيث تأكدت وفاتها.

## أعمال

### أفلام
- (1998) رينغ

## وصلات خارجية
- يوكو تاكوشي على موقع IMDb (الإنجليزية)
- يوكو تاكوشي على موقع ألو سيني (الفرنسية)
- يوكو تاكوشي على موقع ميوزك برينز (الإنجليزية)
- يوكو تاكوشي على موقع أول موفي (الإنجليزية)
- يوكو تاكوشي على موقع قاعدة بيانات الفيلم (الإنجليزية)
- يوكو تاكوشي على موقع ANN person (الإنجليزية)